# گناه مادلن کلوده
گناهِ مادلن کلوده (انگلیسی: The Sin of Madelon Claudet) فیلمی در ژانر درام است که در سال ۱۹۳۱ منتشر شد. از بازیگران آن می‌توان به هلن هیز، لوئیس استون، رابرت یانگ، نیل همیلتون و کارن مورلی اشاره کرد.
هلن هیز موفق شد برای بازی در این فیلم جایزه اسکار بهترین بازیگر نقش اول زن را از آنِ خود کند.